# Dan Daniel

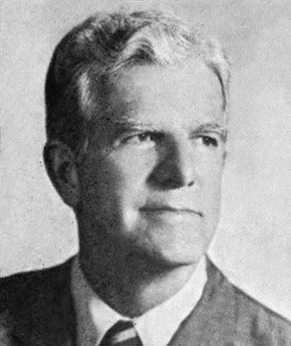
Dan Daniel (1975)

Wilbur Clarence „Dan“ Daniel (* 12. Mai 1914 in Chatham, Virginia; † 23. Januar 1988 in Charlottesville, Virginia) war ein US-amerikanischer Politiker. Zwischen 1969 und 1988 vertrat er den Bundesstaat Virginia im US-Repräsentantenhaus.

## Werdegang
Dan Daniel wuchs auf einer Tabakplantage im Mecklenburg County auf. Er besuchte die öffentlichen Schulen seiner Heimat sowie die Dan River Textile School in Danville. Zwischen 1939 und 1968 arbeitete er für die Firma Dan River Mills, Inc. Diese Zeit war lediglich während des Zweiten Weltkrieges unterbrochen, an dem Daniel als Offizier der US Navy teilnahm. Nach dem Krieg schlug er als Mitglied der Demokratischen Partei eine politische Laufbahn ein. Zwischen 1959 und 1968 saß er im Abgeordnetenhaus von Virginia. Dort sprach er sich vehement gegen die Bürgerrechtsbewegung und das Ende der Rassentrennung aus. Im Jahr 1951 wurde er Staatsvorsitzender der Veteranenorganisation American Legion; 1956 übernahm er deren Bundesvorsitz. 1968 war er auch Präsident der Handelskammer von Virginia. Außerdem fungierte er als Präsident des President’s People-to-People Ausschusses.
Bei den Kongresswahlen des Jahres 1968 wurde Daniel mit klarer Mehrheit im fünften Wahlbezirk von Virginia in das US-Repräsentantenhaus in Washington, D.C. gewählt, wo er am 3. Januar 1969 die Nachfolge von William M. Tuck antrat. Nach neun Wiederwahlen konnte er bis zu seinem Tod am 23. Januar 1988 im Kongress verbleiben. Während seiner Amtszeit positionierte er sich klar als ein Konservativer und unterstützte vor allem die Stärkung des amerikanischen Militärs. Er forderte eine Ausweitung militärischer Operationen im Vietnamkrieg, stand während der Watergate-Affäre an der Seite Richard Nixons, bis dessen Schuld klar bewiesen worden war, und unterstützte die Wirtschaftspolitik Ronald Reagans.
Daniel starb 1988 an einer Aortendissektion.